# Club Universidad de Chile
O Club Universidad de Chile é um clube chileno da cidade de Santiago. Fundado em 24 de maio de 1927, joga a primeira divisão da liga chilena de futebol. Comumente chamado de "La U", é o segundo maior campeão chileno, campeão da Copa Sul-Americana, a segunda maior competição continental, quatro vezes semifinalista da Copa Libertadores da América, são os seus maiores destaques nos gramados.
Seus principais rivais são o Colo-Colo e a Universidad Católica, e sua torcida organizada (barra) mais atuante é conhecida popularmente como Los de Abajo.

## História

### Fundação
Em 24 de maio de 1927, foi formado o Club Deportivo Universitario, nascido da união dos clubes Náutico Universitario, Internado, Universitario de Atletismo e Federación Universitaria. Por consenso, os seus integrantes decidem adotar no escudo do novo clube uma coruja (que já era parte integrante do escudo do Náutico Universitario).

### Origens
Na década de 1930, o Club Deportivo Universitario competia na série amadora da Associação de Santiago. Em 1936, ganhou o campeonato da Série B, em 1937, voltou a ganhar o torneio e solicitou o ascenso à Primeira Divisão. Esse ano passou a se chamar Club Deportivo Universidad de Chile, já que os estudantes da Universidad Católica, que também militavam no Club Deportivo Universitario, se retiraram para formar o clube próprio daquela universidade, que não possuía equipe profissional.
Ambos solicitaram o ingresso na série profissional, mas os dirigentes estimaram que somente uma equipe universitária poderia ser promovida. Para definir qual dos clubes iria ascender, os dirigentes optaram por que as equipes jogassem uma partida com uma equipe profissional da primeira divisão.

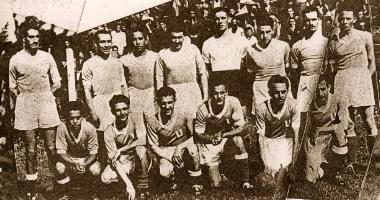
Elenco da Universidad de Chile, em 8 de abril de 1938.

A Universidad Católica teve de enfrentar o Colo-Colo, perdendo por 6 a 2, enquanto a Universidad de Chile enfrentou o Audax Italiano, empatando por um gol no tempo regulamentar. Seguindo igualados na prorrogação, a partida teve de ser definida na "morte súbita" (gol de ouro), na qual o Audax Italiano converteu o gol do triunfo. "La U" definitivamente perdia o encontro por 2 a 1.
No entanto, a digna atuação da Universidad de Chile deixou os dirigentes da associação de futebol satisfeitos e estes aceitaram o ingresso da equipe azul na primeira divisão. Em 29 de maio de 1938, ocorria a estreia na Primeira Divisão, enfrentando no Campo de Sports de Ñuñoa o poderoso Club Deportivo Magallanes.

### Balé Azul

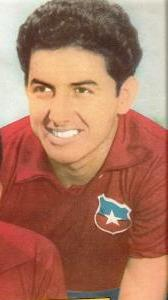
Leonel Sánchez, jogando pela Universidad de Chile.

Durante a década de 1960, a Universidad de Chile alcançou seu apogeu no plano nacional e internacional com um elenco repleto de talentos, conquistando seis campeonatos entre 1959 e 1969 (incluindo um bicampeonato em 1964-65). Os meios de comunicação chamaram-na "Balé Azul", devido ao bom futebol mostrado em cada uma de suas partidas. Também cabe destacar que dentro da Seleção Chilena de Futebol, que alcançou o terceiro lugar na Copa do Mundo de 1962, mais da metade dos integrantes eram membros da Universidad de Chile.
Graças ao esplendor mostrado pelas figuras dentro da Copa do Mundo, a Universidad de Chile foi convidada para várias partidas no Velho Continente, onde chegou a derrotar o campeão europeu, a Internazionale de Milão.

### Do Balé à crise
Após a desaparição de grandes figuras do clube, somada a uma profunda crise econômica agravada ainda mais após a desvinculação da instituição com a universidade de Bello, o clube entrou em uma crise esportiva que teve seu ápice no ano de 1989 com o descenso para a Primeira B (também chamada de Segunda Divisão).
Após lutar vários anos consecutivos na liga de promoção, ocorreu o inevitável descenso ao empatar com o Cobresal e descer por diferença de gols. Durante o mesmo ano, iniciou-se uma separação no interior da barra oficial (o império azul), formando-se a atual barra "Los de Abajo". Durante sua breve estadia na segunda divisão, "La U" consegue o ascenso no mesmo ano após derrotar o Curicó Unido por 3 a 0.

### Novamente em cima
Após a presidência do doutor René Orozco, a universidade volta a lutar pela ponta e consegue finalmente, em 1994, com um plantel que se destacavam figuras como Marcelo Salas, Sérgio Vargas e Patrício Mardones, arrebatar o campeonato contra Universidad Católica. A partida definitiva, algumas rodadas antes do final, foi selada após o único gol de Salas. Chegada a última rodada, a Universidad devia ao menos empatar contra o Cobresal. No meio do segundo tempo da partida, Cobresal vencia por 1 a 0, e o juiz marcou uma falta, ainda que duvidosa, foi pênalti que foi transformado em gol pelo meio-campista Patrício Mardones.
Com esforço, foi mantida a equipe para 1995 e La "U" se sagrou bicampeão, após vencer o Deportes Temuco por 2 a 0, no Nacional. Este ano marcou a chegada do último grande 10 que se viu em la "U", o argentino Leonardo Rodriguez. E este campeonato foi novamente uma grande batalha com a Universidad Católica, que é novamente vice.
Em 1996, la "U" faz sua última grande campanha internacional. Na mão do argentino Miguel Angel Russo, la "U", em sua condição de Campeão Chileno, disputa a Taça Libertadores da América, onde, após uma grande campanha, consegue alcançar as semifinais do torneio. Devido à arbitragem duvidosa, foi eliminada pela equipe argentina do River Plate. Esse ano, la "U" não fez uma grande campanha no Campeonato Chileno, ficando somente em 5º lugar.
Nos últimos anos, a Universidad de Chile voltou a alcançar um bicampeonato nacional durante 1999, ano em que La "U" consegue a façanha de 34 jogos invicto, e em 2000, sob o comando de César Vaccia, e com revelações como Rodrigo Tello, Alex von Schwedler, Jorge Guzmán, Sebastián Pardo junto aos valores consolidados como Sérgio Vargas, Leonardo Rodriguez, Johnny Herrera (que já jogou no Corinthians), Pedro González, Cristián Castañeda, entre muitos outros.

### Últimas glórias e reerguimento
A Universidad do Chile conquistou, em 2004, o torneio Apertura do Campeonato Chileno, após definição por pênaltis contra o Cobreloa, com destaque para Johnny Herrera, Diego Rivarola e Sergio Gioino.
Depois disso, o clube viveu uma crise econômica que terminou por desencadear uma quebra da instituição, o que não impediu que a Universidad conseguisse chegar por duas vezes consecutivas à final do campeonato (2005-2006), contra Universidad Católica e Colo-Colo, respectivamente, nas primeiras finais da história dos torneios curtos contra os rivais históricos.
Em 2009, conquistou mais um título do torneio Apertura, ao derrotar o Unión Española por 1 a 0, na casa do adversário, tendo chegado às quartas de finais da Copa Sul-Americana, quando foi eliminada pelo Fluminense (2 a 2 e 0 a 1).
Em 2010, disputou a Copa Libertadores da América. Após eliminar o Flamengo nas quartas de final do torneio pelo critério de gols marcados fora (vitória de 3 a 2 fora de casa e derrota de 2 a 1 em casa), o time se classificou para as semifinais, onde enfrentou o Chivas. Na primeira partida no México, empate em 1 a 1. Mas a glória durou pouco e acabou sendo eliminada em casa pelo placar de 2 a 1.

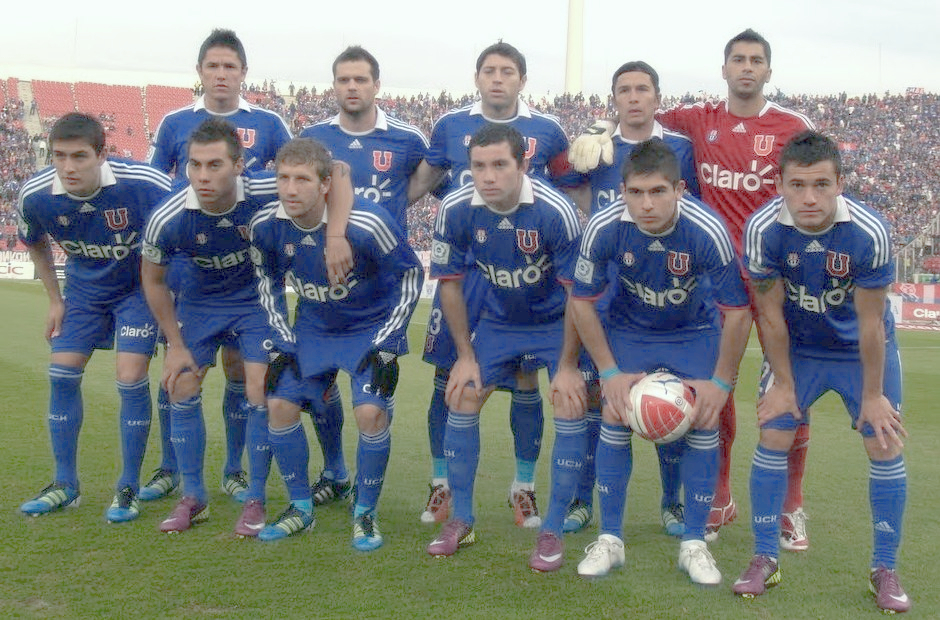
O time que conquistou a Copa Sul-Americana de 2011 de forma invicta.

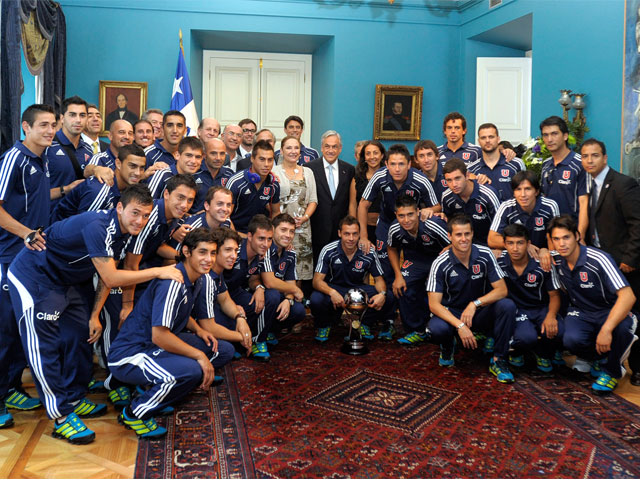
A equipe da Universidad de Chile visita o Palácio de La Moneda, logo após conquistar a Copa Sul-Americana de 2011.

Em 2011, voltou a vencer o Torneio de Apertura ao derrotar o arquirrival Universidad Católica, na última partida, por 4 a 1.
Nesse mesmo ano, conseguiu conquistar seu primeiro título internacional na história, a Copa Sul-Americana, passando de forma invicta por Fénix e Nacional do Uruguai, Flamengo e Vasco da Gama, Arsenal de Sarandí da Argentina e Liga de Quito do Equador.
A campanha histórica na Sul-Americana serviu para revelar o craque Eduardo Vargas, que fez 11 gols e tornou-se o jogador a marcar mais gols em uma única edição da competição. No elenco campeão, além de Vargas, estavam Aránguiz, Somoza, Mena, Marcos González (que depois se transferiu para o Flamengo), Gustavo Lorenzetti e Matías Fernandez. Johnny Herrera, com várias excelentes defesas e apenas quatro gols sofridos em 12 jogos, era outro em ótima fase e também foi grande destaque do time comandado por Jorge Sampaoli.
Em 29 de dezembro, a Universidad de Chile ganha o bicampeonato após o empate sem gols em Calama e a vitória de 3 a 0 sobre o Cobreloa na final do Torneio de Clausura, um novo recorde, conquistando pela primeira vez na história do futebol chileno a Tríplice Coroa, ao ser campeão do Torneio de Apertura, da Copa Sul-Americana e do Torneio de Clausura.
O ano de 2012 começou bem para a Universidad de Chile, que fez ótima campanha na Copa Libertadores, chegando à semifinal depois de aplicar uma goleada por 6 a 0 sobre o Deportivo Quito, mesmo após perder a ida por 4 a 1, e eliminar o Club Libertad com uma vitória emocionante nos pênaltis por 5 a 3 após dois empates por 1 a 1. Foi eliminada pelo poderoso Boca Juniors em duas partidas muito equilibradas. Foi vice-campeã da Copa Suruga Bank de 2012. Nesse mesmo ano, disputa a Recopa Sul-Americana contra o Santos de Neymar e também acaba perdendo o título, com uma derrota por 2 a 0 na Vila Belmiro numa atuação genial do camisa 11. Na Copa Sul-Americana de 2012, "La U" tentou defender o seu título, porém mostrou um futebol muito aquém em relação à conquista no ano anterior e acabou sendo eliminada nas quartas de final para o São Paulo, perdendo por 5 a 0 no Estádio Morumbi.
Em 2014 e 2017, La U conquista novamente o Campeonato Chileno, porém, nos anos seguintes, a equipe foi fazendo campanhas irregulares no Campeonato Chileno. Em 2021, a equipe quase foi rebaixada para a Segunda Divisão do Chile, porém na última rodada contra o Unión La Calera, a La U conseguiu vencer por 3 a 2, e com isso, se manteve na primeira divisão em 2022.
Em 23 de dezembro de 2023, a diretoria do time azul contratou o técnico argentino Gustavo Álvarez, que melhorou consideravelmente o desempenho da equipe nas últimas temporadas. Após contratações importantes como o retorno de Marcelo Díaz e Charles Aránguiz, o time conseguiu ficar em 2º lugar no campeonato nacional, além de ser campeão da Copa Chile de 2024 ao derrotar o Ñublense na final, voltando a ganhar um titulo após 7 anos. Essa forte campanha nacional permitiu que se classificassem diretamente para a fase de grupos da Copa Libertadores de 2025.

## Rivalidades

### Clássico Universitário

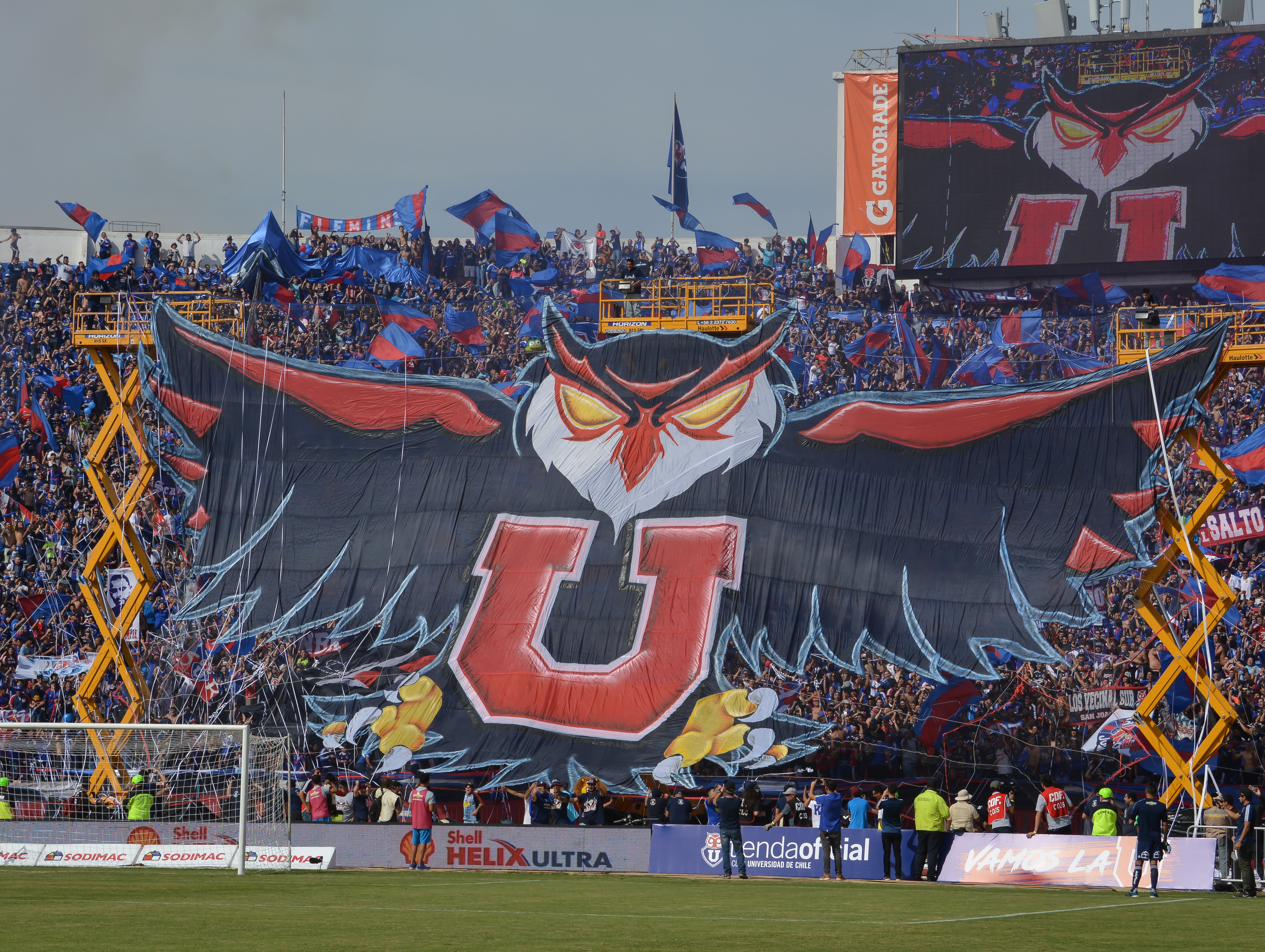
Torcida da Universidad do Chile no Superclássico.

A Universidad do Chile tem como tradicional rival a Universidad Católica, com quem joga o tradicional Clássico Universitário, choque que já produziu 21 confrontos decisivos desde 1909 e representa o embate entre as principais e mais antigas universidades do país. Embora alguns considerem que a história do duelo ultrapassa 100 anos, pois antes da fundação oficial dos clubes, em 1909, já houve um clássico entre as seleções estudantis dessas universidades, o primeiro confronto oficial aconteceu em 1937, com vitória da Universidad de Chile por 2-1.

### Superclássico Chileno
A Universidad do Chile tem como principal rival o Colo-Colo, com quem joga o Superclássico Chileno, disputa que envolve as duas equipes com maior torcida no país e sempre proporciona grandes espetáculos nas arquibancadas, principalmente por parte dos torcedores "azules" que sempre recebem "La U" com grandes bandeirões e mosaicos.

## Títulos
| CONTINENTAIS | CONTINENTAIS                     | CONTINENTAIS | CONTINENTAIS |
|              | Competição                       | Títulos      | Temporadas |
| ------------ | -------------------------------- | ------------ | --- |
|              | Copa Sul-Americana               | 1            | 2011 |
| NACIONAIS    |                                  |              | |
|              | Competição                       | Títulos      | Temporadas |
|              | Campeonato Chileno               | 18           | 1940, 1959, 1962, 1964, 1965, 1967, 1969, 1994, 1995, 1999, 2000, 2004-A, 2009-A, 2011-A, 2011-C, 2012-A, 2014-A e 2017-C |
|              | Copa Chile                       | 6            | 1979, 1998, 2000, 2012-13, 2014-15 e 2024                                                                                 |
|              | Supercopa de Chile               | 1            | 2015 |
|              | Campeonato Chileno da 2ª Divisão | 1            | 1989 |

Legenda:
A (APERTURA)
C (CLAUSURA)
Distinções

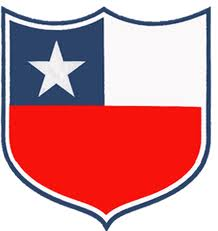
Universidad de Chile ganhou a honra de usar o escudo do Chile nos anos 2004, 2009, 2011 e 2012.

- Brasão do Chile (3): 2004, 2009, 2011

Brasão para o campeão em sua camisa.
CAMPEÃO INVICTO

## Campanhas de destaque

### Internacionais
| Campanhas Internacionais     |              |                        |
| Competição                   | Campanha     | Ano                    |
| Copa Libertadores da América | Semifinal    | 1970, 1996, 2010, 2012 |
| Recopa Sul-Americana         | Vice-campeão | 2012                   |
| Copa Conmebol                | Semifinal    | 1994                   |
| Copa Suruga Bank             | Vice-campeão | 2012                   |

### Estatísticas
Participações
|  | Participações em 2025 |

| Competição         | Competição                   | Temporadas     | Melhor campanha                     | Estreia | Última | P | R |
|                    | Copa Libertadores da América | 26             | Semifinal (1970, 1996, 2010 e 2012) | 1960    | 2025   |   |   |
| Copa Sul-Americana | 8                            | Campeão (2011) | 2005                                | 2025    |        |   |   |

## Elenco
Última atualização: 19 de agosto de 2020.
Legenda
- : Capitão
- : Jogador lesionado/contundido

### Recordes
| Atleta            | Partidas |
| ----------------- | -------- |
| Luis Musrri       | 539      |
| José Rojas        | 469      |
| Vladimir Bigorra  | 463      |
| Héctor Hoffens    | 451      |
| Manuel Pellegrini | 430      |
| Sergio Vargas     | 428      |
| Johnny Herrera    | 427      |
| Jorge Socías      | 425      |
| Leonel Sánchez    | 412      |
| Braulio Musso     | 390      |
| Alberto Quintano  | 381      |

| Nome                | Competições nacionais | Competições nacionais | Competições nacionais | Competições nacionais | Competições internacionais | Competições internacionais | Competições internacionais | Competições internacionais | Competições internacionais | Total |
| Nome                | PD                    | SD                    | CCh                   | OCN                   | CL                         | CC                         | CM                         | CS                         | OCI                        | Total |
| ------------------- | --------------------- | --------------------- | --------------------- | --------------------- | -------------------------- | -------------------------- | -------------------------- | -------------------------- | -------------------------- | ----- |
| Carlos Campos       | 184                   | 0                     | 11                    | 0                     | 4                          | 0                          | 0                          | 0                          | 0                          | 199   |
| Leonel Sánchez      | 159                   | 0                     | 5                     | 1                     | 2                          | 0                          | 0                          | 0                          | 0                          | 167   |
| Pedro González      | 113                   | 0                     | 3                     | 0                     | 3                          | 0                          | 2                          | 0                          | 0                          | 121   |
| Marcelo Salas       | 87                    | 0                     | 14                    | 0                     | 10                         | 2                          | 0                          | 0                          | 0                          | 113   |
| Rubén Marcos        | 102                   | 0                     | 0                     | 0                     | 8                          | 0                          | 0                          | 0                          | 0                          | 110   |
| Jorge Socías        | 88                    | 0                     | 11                    | 0                     | 3                          | 0                          | 0                          | 0                          | 0                          | 102   |
| Diego Rivarola      | 87                    | 0                     | 7                     | 0                     | 6                          | 0                          | 1                          | 0                          | 0                          | 101   |
| Pedro Araya         | 82                    | 0                     | 0                     | 0                     | 8                          | 0                          | 0                          | 0                          | 0                          | 90    |
| Braulio Musso       | 82                    | 0                     | 0                     | 0                     | 1                          | 0                          | 0                          | 0                          | 0                          | 83    |
| Ernesto Álvarez     | 71                    | 0                     | 7                     | 0                     | 5                          | 0                          | 0                          | 0                          | 0                          | 83    |
| Mariano Puyol       | 42                    | 0                     | 34                    | 0                     | 0                          | 0                          | 0                          | 0                          | 0                          | 76    |
| Jorge Spedaletti    | 64                    | 0                     | 0                     | 0                     | 2                          | 0                          | 0                          | 0                          | 0                          | 66    |
| Héctor Hoffens      | 41                    | 3                     | 20                    | 0                     | 0                          | 0                          | 0                          | 0                          | 0                          | 64    |
| Sandrino Castec     | 54                    | 0                     | 6                     | 0                     | 3                          | 0                          | 0                          | 0                          | 0                          | 63    |
| Guillermo Yávar     | 48                    | 0                     | 3                     | 0                     | 5                          | 0                          | 0                          | 0                          | 0                          | 56    |
| Rodrigo Barrera     | 46                    | 0                     | 5                     | 0                     | 0                          | 1                          | 4                          | 0                          | 0                          | 56    |
| Gustavo Canales     | 43                    | 0                     | 6                     | 0                     | 2                          | 0                          | 0                          | 3                          | 0                          | 54    |
| Juan Manuel Olivera | 44                    | 0                     | 0                     | 0                     | 4                          | 0                          | 0                          | 5                          | 0                          | 53    |
| Héctor Pinto        | 33                    | 0                     | 20                    | 0                     | 0                          | 0                          | 0                          | 0                          | 0                          | 53    |
| José Balbuena       | 46                    | 0                     | 0                     | 4                     | 0                          | 0                          | 0                          | 0                          | 0                          | 50    |
| Juan Carlos Sarnari | 42                    | 0                     | 4                     | 0                     | 4                          | 0                          | 0                          | 0                          | 0                          | 50    |
| Martín Gálvez       | 33                    | 0                     | 17                    | 0                     | 0                          | 0                          | 0                          | 0                          | 0                          | 50    |
| Sebastián Ubilla    | 28                    | 0                     | 16                    | 0                     | 5                          | 0                          | 0                          | 1                          | 0                          | 50    |

## Jogadores destacados
Jogadores que, no mundo, só jogaram pelo Club Universidad de Chile
 Jogadores que, no Chile, só jogaram pelo Club Universidad de Chile
 Jogadores que, em Santiago, só jogaram pelo Club Universidad de Chile
Esta é uma lista de jogadores de destaque que já passaram pela Universidad de Chile:
| Argentina - Raúl Aredes - Hugo Carballo - Sergio Gioino - Gastón Fernández - Gustavo Lorenzetti - Guillermo Marino - Walter Montillo - Diego Rivarola - Raúl Enrique Estévez - Leonardo Rodríguez - Matías Rodríguez - Juan Carlos Sarnari - Alejandro Scopelli - Cristian Traverso - Joaquín Larrivey - Héctor Veira Brasil - Arílson - Severino Vasconcelos - Rafael Vaz Chile - Clarence Acuña - Luis Álamos - Víctor Alonso - Ernesto Álvarez - Charles Aránguiz - Pedro Araya - Manuel Astorga - Rodrigo Barrera | - Vladimir Bigorra - Jean Beausejour - Carlos Campos - Gustavo Canales - Cristián Castañeda - Víctor Hugo Castañeda - Sandrino Castec - Eduardo Gino Cofré - Carlos Contreras - Marcelo Díaz - Humberto Donoso - Marco Estrada - Luis Eyzaguirre - Junior Fernandes - Ronald Fuentes - Pablo Galdames - Marcos González - Pedro González - Ángelo Henríquez - Johnny Herrera - Roberto Hodge - Héctor Hoffens - Manuel Iturra - Rubén Marcos - Patricio Mardones - Eugenio Mena - Felipe Mora | - Luis Musrri - Braulio Musso - Sergio Navarro - Adolfo Nef - Rafael Olarra - Manuel Pellegrini - Mauricio Pinilla - Miguel Pinto - David Pizarro - Miguel Ponce - Waldo Ponce - Mariano Puyol - Alberto Quintano - Jaime Ramírez - José Manuel Rojas - Ricardo Rojas - Arturo Salah - Marcelo Salas - Leonel Sánchez - Eduardo Simián - Jorge Socías - Jorge Spedaletti - Esteban Valencia - Eduardo Vargas - Sergio Vargas | - Óscar Wirth - Guillermo Yávar Colômbia - Herly Alcázar - Mayer Candelo - Faustino Asprilla - Edison Mafla - Reinaldo Lenis Equador - Hernán Galíndez Paraguai - Johnny Ashwell - Arnaldo Espínola - Richart Báez - Rogelio Delgado - Nelson Cuevas - Rodrigo Rojas - Eladio Zárate Peru - Flavio Maestri - Raúl Ruidíaz Uruguai - Carlos Bueno - Esteban Conde - Mathías Corujo - Ramón Arias - Álvaro Fernández - Rodrigo Mora - Juan Manuel Olivera - Máximo Lucas - Leonardo Fernández - Guzmán Pereira - Mauricio Victorino - Ubaldo Cruche Venezuela - Yeferson Soteldo |

## Sedes e estádios

### Nacional

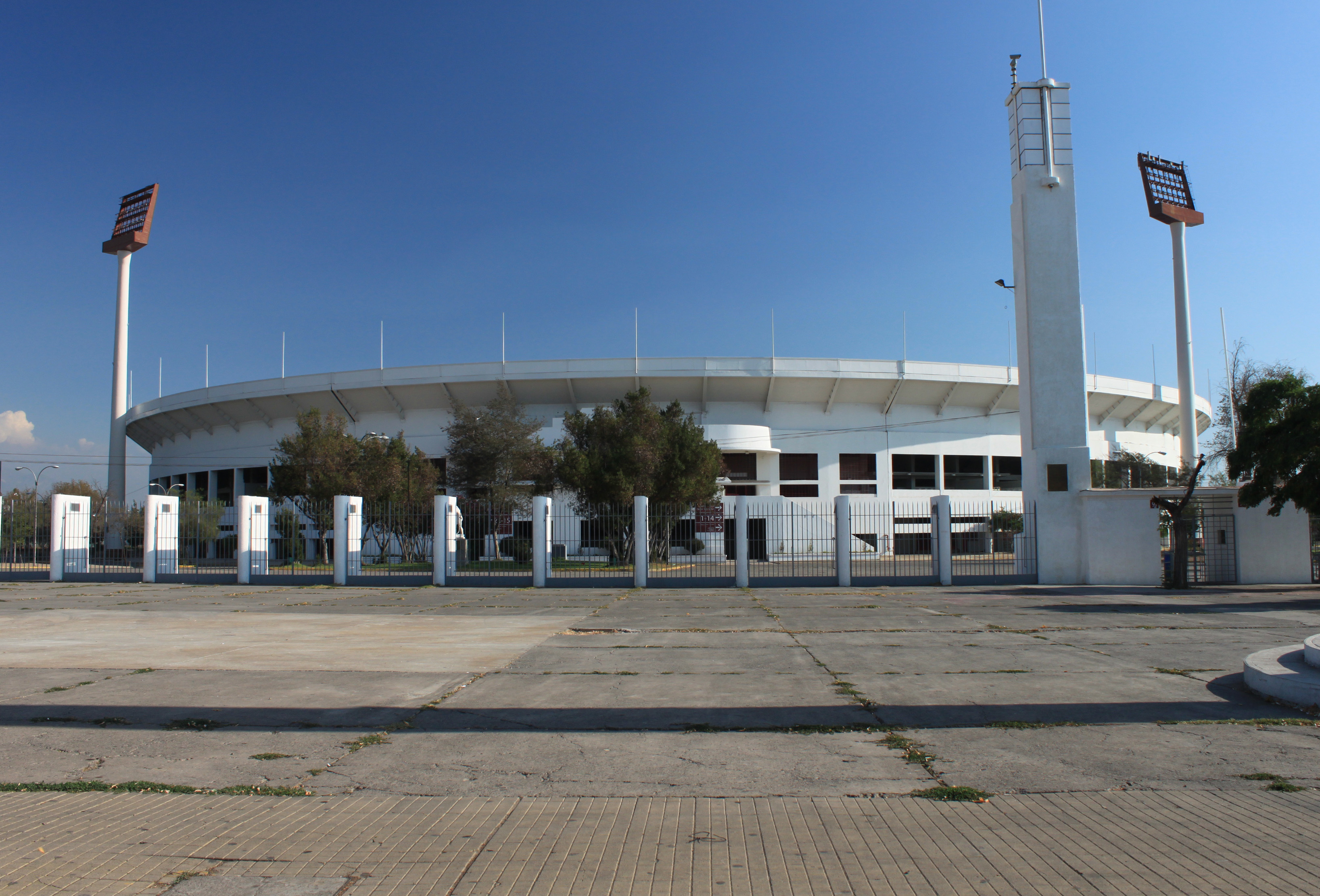
Acesso ao estádio pela Avenida Grecia.

O Estádio Nacional do Chile (oficialmente chamado de Estádio Jornalista Julio Martínez), que pertence ao Governo do Chile, é o local onde a Universidad de Chile manda suas partidas de futebol. Foi inaugurado em 3 de dezembro de 1938 pelo presidente da República Arturo Alessandri Palma, tem capacidade para 48.700 torcedores, localizado em Santiago, capital do Chile. O clube paga aproximadamente US$ 10.500 pelo aluguel do estádio por cada partida.

### Santa Laura
Como estádio alternativo para as partidas locais, a Universidad de Chile utiliza o Estádio Santa Laura, situado na cidade de Santiago, Chile, e de propriedade da Unión Española.

### Municipal Francisco Sánchez Rumoroso
Como terceira opção, o clube também utiliza o Estádio Municipal Francisco Sánchez Rumoroso, situado em Coquimbo, Chile, de propriedade municipal, alugado ao Coquimbo Unido.

### Novo estádio
Em 2012, esperava-se que o clube construísse um estádio de uso próprio na cidade de La Pintana, no sul de Santiago. Este novo estádio teria capacidade para 35.000 torcedores.Entretanto, a proposta nunca se concretizou.

### Centro Deportivo Azul
Em 2007, com a ajuda da concessionária e antes do término do contrato de empréstimo do Caracol Azul, antigo centro de treinamento da Universidad de Chile, a Azul Azul S.A. contemplou o seu plano de investimentos para construir um campo de treinamento de primeiro nível, tanto para a equipe profissional como para as categorias de base, baseado nas normas internacionais e nos complexos desportivos de clubes europeus como Real Madrid, Chelsea, Liverpool, Bayern de Munique, Ajax, PSV Eindhoven, Everton e da Real Federação Espanhola de Futebol, também baseado nos sul-americanos como São Paulo, Palmeiras, River Plate e da AFA. Assim, em 2009, a concessionária firmou um convênio com a ilustre prefeitura de La Cisterna, consistindo em um contrato de arrendamento de um terreno de nove hectares, localizado neste município, para fins de construção deste complexo desportivo, com um investimento total que chegou perto de três milhões de pesos. O prazo da locação do terreno é de 28 anos, renovável por mais 15 anos. Em setembro de 2010, foi inaugurado o Centro Deportivo Azul com as presenças do presidente da Universidad de Chile, Federico Valdés, do presidente do Chile, Sebastián Piñera, do prefeito de La Cisterna e ex-presidentes e figuras relativas ao clube.

## Torcida
Diversas pesquisas de opinião pública classificam a LA "U" como a segunda maior torcida em todo o Chile. Em 2006, o centro de pesquisas Chilescopio fez uma enquete com 1.500 pessoas em todo o Chile, que colocou o clube com 26% da torcida nacional. No mesmo ano, o Diário La Tercera também realizou uma pesquisa na Universidad de Chile com 28% das preferências. No Brasil, os "Los de Abajo", barra brava da Universidad de Chile, têm laços fortes de amizade com a Guerreiros do Almirante, barra brava do Vasco da Gama. Tal amizade iniciou-se em 2011 com o convite da Guerreiros para os principais integrantes da Los de Abajo acompanharem jogos em São Januario e no Maracanã depois do duelo na semifinal da Sul-Americana entre as duas equipes. Desde então, ambas continuam com a amizade entre as torcidas, se vê camisas e até bandeiras de vascaínos dentro da torcida da La U e vice-versa.

## Filiais

### Universidad de Chile "B"
Em 1999, a Asociación Nacional de Fútbol Amateur (ANFA) instaurou a opção dos clubes profissionais colocarem um time Sub-23 na Terceira Divisão com o objetivo dos jogadores terem mais experiência e dar maior competitividade na categoria, com a única limitação de que esses times não poderiam disputar o título (e, portanto, subir para a Primera B). O clube aceitou as condições da ANFA, colocando um time Sub-23 na Terceira Divisão no ano de 2004, participando até 2006.